# Getty Images
Getty Images é uma empresa de banco de imagens fundada em Londres, Inglaterra, mas com base em Seattle, Estados Unidos. É um fornecedor de imagens para empresas e consumidores com um arquivo de mais de 470 milhões de imagens e ilustrações e mais de 50.000 horas de filmagens em estoque. Destina-se a três mercados: profissionais criativos (publicidade e design gráfico), mídia (impressão e publicação online) e corporativos (departamentos internos de design, marketing e comunicação).
Getty tem escritórios de distribuição em todo o mundo e capitaliza a internet e as coleções de CD-ROM para distribuição. Como a empresa adquiriu outras agências de fotos mais antigas e outros arquivos, ela digitalizou essas coleções, permitindo a distribuição on-line. A Getty Images opera um grande site comercial que permite aos clientes pesquisar e navegar por imagens, comprar os direitos de utilização e efetuar o download das mesmas. Os custos das imagens variam de acordo com a resolução escolhida e tipo de direitos associados. A empresa também oferece serviços de fotografia personalizado para clientes corporativos. 